# World Surf League de 2016
O Circuito Mundial de Surfe de 2016 (WCT) foi uma competição mundial de surfe levada a cabo pela liga profissional de surfe - WSL (World Surf League) denominada anteriormente por Associação de Surfistas Profissionais (Association of Surfing Professionals), de 1983 a 2014. Homens e mulheres competiram em tours como o WCT de Surfe entre outros, com eventos que tomaram lugar em diferentes locais entre os meses de março a dezembro.

## Organização
O Circuito Mundial de Surfe (WCT) masculino é composto por 34 surfistas. A cada etapa, o grupo que compõe a elite da modalidade se junta a outros dois surfistas convidados ou que se classificaram por uma triagem (torneio qualificatório), em um total de 36 atletas.
No fim do ano, os surfistas que terminarem entre os 22 primeiros do ranking mundial se mantêm na elite na temporada seguinte. Eles ganham a companhia dos 10 melhores da Divisão de Acesso (WQS), além de dois atletas convidados, que se machucaram durante o ano (wild card) - em 2015, os contemplados foram o americano C. J. Hobgood e o irlandês Glenn Hall.
O Circuito Mundial de Surfe (WCT) feminino é composto por 17 surfistas. A cada etapa, o grupo que compõe a elite da modalidade se junta a outra surfista convidada ou que se classificou por uma triagem (torneio qualificatório), em um total de 18 atletas.
As 10 melhores colocadas do último ano permanecem. Elas ganham a companhia das 6 competidoras classificadas através da etapa mundial feminina da Divisão de Acesso (WQS). E apenas 1 surfista recebe o “wild card”.
Tal como em outros campeonatos de etapas, cada etapa ofereceu determinada pontuação para os competidores segundo sua colocação. O surfista masculino que ao final da última etapa da temporada conquistasse o maior número de pontos na somatória de todas as etapas, desprezando os dois piores resultados, tornar-se-ia campeão mundial na respectiva categoria. Já na categoria feminina, a campeã mundial seria a surfista que somasse o maior número de pontos, desprezando o último resultado.

## Pontuação

### Masculino
Neste ano, a pontuação adotada para o ranking masculino foi a seguinte:
| Posição | 1º     | 2º    | 3º    | 5º    | 9º    | 13º   | 25º | INJ | DNC |
| Pontos  | 10.000 | 8.000 | 6.500 | 5.200 | 4.000 | 1.750 | 500 | 500 | 0   |

- 1º colocado (campeão) - 10.000 pontos
- 2º colocado (vice-campeão) - 8.000
- 3º colocado (eliminado nas semifinais) - 6.500
- 5º colocado (eliminado nas quartas de final) - 5.200
- 9º colocado (eliminado na 5ª fase) - 4.000
- 13º colocado (eliminado na 3ª fase) - 1.750
- 25º colocado (eliminado na 2ª fase) - 500
- INJ (lesionado) - 500 pontos (quando o atleta não compete em uma etapa por causa de uma lesão)

### Feminino
Neste ano, a pontuação adotada para o ranking feminino foi a seguinte:
| Posição | 1º     | 2º    | 3º    | 5º    | 9º    | 13º   | INJ   | DNC |
| Pontos  | 10.000 | 8.000 | 6.500 | 5.200 | 3.300 | 1.750 | 1.750 | 0   |

- 1ª colocada (campeã) - 10.000 pontos
- 2ª colocada (vice-campeã) - 8.000
- 3ª colocada (eliminada nas semifinais) - 6.500
- 5ª colocada (eliminada nas quartas de final) - 5.200
- 9ª colocada (eliminada na 5ª fase) - 4.000
- 13ª colocada (eliminada na 3ª fase) - 1.750
- INJ (lesionada) - 1.750 pontos (quando a atleta não compete em uma etapa por causa de uma lesão)

## Calendário de provas

### Tour masculino[4]
| Evento | Nome do Evento                | Local              | Data                     | Vencedor           |
| ------ | ----------------------------- | ------------------ | ------------------------ | ------------------ |
| 1      | Quiksilver Pro Gold Coast     | Austrália          | 10 – 21 de março         | Matt Wilkinson     |
| 2      | Rip Curl Pro Bells Beach      | Austrália          | 24 de março – 5 de abril | Matt Wilkinson     |
| 3      | Drug Aware Margaret River Pro | Austrália          | 8 – 19 de abril          | Sebastian Zietz    |
| 4      | Oi Rio Pro                    | Brasil             | 10 – 21 de maio          | John John Florence |
| 5      | Fiji Pro                      | Fiji               | 5 – 17 de junho          | Gabriel Medina     |
| 6      | J-Bay Open                    | África do Sul      | 6 – 19 de julho          | Mick Fanning       |
| 7      | Billabong Pro Tahiti          | Polinésia Francesa | 19 – 30 de agosto        | Kelly Slater       |
| 8      | Hurley Pro At Trestles        | Estados Unidos     | 7 – 18 de setembro       | Jordy Smith        |
| 9      | Quiksilver Pro France         | França             | 64 – 15 de outubro       | Keanu Asing        |
| 10     | MEO Rip Curl Pro Portugal     | Portugal           | 18 – 29 de outubro       | John John Florence |
| 11     | Billabong Pipe Masters        | Havaí              | 8 – 20 de dezembro       | Michel Bourez      |

### Tour feminino[5]
| Evento | Nome do Evento                        | Local          | Data                           | Vencedor            |
| ------ | ------------------------------------- | -------------- | ------------------------------ | ------------------- |
| 1      | Roxy Pro Gold Coast                   | Austrália      | 10 – 21 de março               | Tyler Wright        |
| 2      | Rip Curl Women's Pro Bells Beach      | Austrália      | 24 de março – 5 de abril       | Courtney Conlogue   |
| 3      | Women's Drug Aware Margaret River Pro | Austrália      | 8 – 19 de abril                | Tyler Wright        |
| 4      | Oi Rio Women's Pro                    | Brasil         | 10 – 21 de maio                | Tyler Wright        |
| 5      | Fiji Women's Pro                      | Fiji           | 29 de maio – 3 de junho        | Johanne Defay       |
| 6      | Vans US Open of Surfing               | Estados Unidos | 25 – 31 de julho               | Tatiana Weston-Webb |
| 7      | Swatch Women's Pro                    | Estados Unidos | 7 – 18 de setembro             | Tyler Wright        |
| 8      | Cascais Women's Pro                   | Portugal       | 24 de setembro – 2 de outubro  | Courtney Conlogue   |
| 9      | Roxy Pro France                       | França         | 4 – 15 de outubro              | Carissa Moore       |
| 10     | Maui Women's Pro                      | Havaí          | 22 de novembro – 6 de dezembro | Tyler Wright        |

## Resultados do WCT

### Classificação masculina[6]
| Posição | 1º | 2º | 3º | 5º |

| Pos. | Surfista                   | WCT 1 (Detalhes) | WCT 2 (Detalhes) | WCT 3 (Detalhes) | WCT 4 (Detalhes) | WCT 5 (Detalhes) | WCT 6 (Detalhes) | WCT 7 (Detalhes) | WCT 8 (Detalhes) | WCT 9 (Detalhes) | WCT 10 (Detalhes) | WCT 11 (Detalhes) | Prêmio   | Pontos |
| ---- | -------------------------- | ---------------- | ---------------- | ---------------- | ---------------- | ---------------- | ---------------- | ---------------- | ---------------- | ---------------- | ----------------- | ----------------- | -------- | ------ |
| 1    | John John Florence (Havaí) | 5º               | 13º              | 13º              | 1º               | 5º               | 2º               | 2º               | 13º              | 3º               | 1º                | 5º                | $406.000 | 59.850 |
| 2    | Jordy Smith (AFS)          | 25º              | 2º               | 9º               | 13º              | 13º              | 5º               | 9º               | 1º               | 25º              | 3º                | 5º                | $272.500 | 46.400 |
| 3    | Gabriel Medina (BRA)       | 13º              | 13º              | 9º               | 3º               | 1º               | 5º               | 3º               | 13º              | 2º               | 13º               | 13º               | $281.750 | 45.450 |
| 4    | Kolohe Andino (EUA)        | 2º               | 25º              | 5º               | 25º              | 25º              | 13º              | 5º               | 9º               | 3º               | 3º                | 3º                | $208.250 | 44.150 |
| 5    | Matt Wilkinson (AUS)       | 1º               | 1º               | 9º               | 25º              | 2º               | 13º              | 13º              | 25º              | 13º              | 25º               | 13º               | $331.750 | 39.500 |
| 6    | Michel Bourez (PYF)        | 13º              | 5º               | 13º              | 9º               | 9º               | 9º               | 25º              | 9º               | 25º              | 9º                | 1º                | $219.250 | 38.700 |
| 7    | Kelly Slater (EUA)         | 25º              | 13º              | 25º              | DNC              | 3º               | 5º               | 1º               | 5º               | 25º              | 13º               | 3º                | $231.000 | 37.900 |
| 8    | Julian Wilson (AUS)        | 25º              | 9º               | 2º               | 25º              | 25º              | 3º               | 5º               | 25º              | 5º               | 5º                | 13º               | $183.750 | 36.850 |
| 9    | Joel Parkinson (AUS)       | 5º               | 13º              | 3º               | INJ              | INJ              | 13º              | 9º               | 2º               | 25º              | 9º                | 9º                | $168.750 | 35.700 |
| 10   | Filipe Toledo (BRA)        | 3º               | INJ              | INJ              | 9º               | 13º              | 5º               | 25º              | 3º               | 5º               | 13º               | 9º                | $138.500 | 35.400 |
| 11   | Adriano de Souza (BRA)     | 5º               | 13º              | 13º              | 3º               | 5º               | 9º               | 25º              | 25º              | 9º               | 5º                | 13º               | $149.500 | 35.350 |
| 12   | Sebastian Zietz (Havaí)    | 9º               | 13º              | 1º               | 13º              | 25º              | 13º              | 13º              | 25º              | 9º               | 5º                | 13º               | $212.500 | 31.950 |
| 13   | Josh Kerr (AUS)            | 13º              | 25º              | 13º              | 25º              | 9º               | 3º               | 5º               | 9º               | 25º              | 13º               | 5º                | $142.000 | 30.650 |
| 14   | Adrian Buchan (AUS)        | 5º               | 13º              | 9º               | 25º              | 3º               | 13ª              | 3º               | 13º              | 13º              | 25º               | 25º               | $148.250 | 29.700 |
| 15   | Ítalo Ferreira (BRA)       | 13º              | 3º               | 3º               | 9º               | 13º              | 13º              | 13º              | 13º              | 13º              | 13º               | 13º               | $146.750 | 27.500 |
| 16   | Caio Ibelli (BRA)          | 9º               | 9º               | 5º               | 9º               | 25º              | 13º              | 25º              | 13º              | 9º               | 13º               | 25º               | $126.000 | 26.950 |
| 17   | Mick Fanning (AUS)         | 13º              | 3º               | DNC              | DNC              | 5º               | 1º               | DNC              | 13º              | DNC              | DNC               | DNC               | $162.500 | 25.200 |
| 17   | Conner Coffin (EUA)        | 9º               | 5º               | 25º              | 25º              | 13º              | 25º              | 25º              | 13º              | 13º              | 2º                | 13º               | $157.250 | 25.200 |
| 19   | Stuart Kennedy (AUS)       | 3º               | 13º              | 25º              | 13º              | 25º              | 25º              | 25º              | 5º               | 9º               | 9º                | 25º               | $133.000 | 24.700 |
| 20   | Kanoa Igarashi (EUA)       | 9º               | 13º              | 13º              | 13º              | 13º              | 13º              | 13º              | 13º              | 13º              | 13º               | 2º                | $157.250 | 24.250 |
| 21   | Wiggolly Dantas (BRA)      | 13º              | 5º               | 13º              | 25º              | 5º               | 9º               | 25º              | 13º              | 25º              | 13º               | 13º               | $125.250 | 23.650 |
| 22   | Miguel Pupo (BRA)          | 25º              | 13º              | 13º              | 5º               | 13º              | 13º              | 25º              | 13º              | 13º              | 5º                | 13º               | $124.500 | 23.650 |
| 23   | Nat Young (EUA)            | 13º              | 5º               | 5º               | 13º              | 25º              | 25º              | 13º              | 25º              | 13º              | 25º               | 9º                | $123.750 | 22.400 |
| 24   | Keanu Asing (Havaí)        | 25º              | 25º              | 25º              | 25º              | 13º              | 25º              | 9º               | 25º              | 1º               | 25º               | 25º               | $195.250 | 18.750 |
| 25   | Jérémy Florès (FRA)        | 13º              | 25º              | 13º              | 25º              | 13º              | 25º              | 13º              | 25º              | 25º              | 9º                | 5º                | $116.250 | 17.700 |
| 26   | Jadson André (BRA)         | 13º              | 25º              | INJ              | 25º              | 9º               | 25º              | 9º               | 9º               | 25º              | 13º               | 25º               | $113.250 | 17.500 |
| 27   | Dusty Payne (Havaí)        | -                | 13º              | 25º              | 5º               | 9º               | 13º              | 13º              | -                | 25º              | 25º               | -                 | $78.750  | 15.950 |
| 28   | Matt Banting (AUS)         | 25º              | 25º              | 13º              | 13º              | 13º              | 25º              | 13º              | 25º              | 5º               | 13º               | INJ               | $105.000 | 15.450 |
| 28   | Kai Otton (AUS)            | 25º              | 13º              | 25º              | DNC              | 25º              | 25º              | 13º              | 13º              | 5º               | 13º               | 13º               | $105.000 | 15.450 |
| 30   | Davey Cathels (AUS)        | 25º              | 9º               | 25º              | 5º               | 25º              | 13º              | 25º              | 25º              | 13º              | 25º               | 25º               | $113.250 | 15.200 |
| 31   | Jack Freestone (AUS)       | 25º              | INJ              | INJ              | 2º               | 25º              | 25º              | 25º              | 13º              | 13º              | 25º               | 25º               | $125.000 | 14.500 |
| 32   | Alejo Muniz (BRA)          | INJ              | INJ              | 13º              | 13º              | 13º              | 9º               | 13º              | 25º              | 13º              | 25º               | INJ               | $83.250  | 14.250 |
| 33   | Adam Melling (AUS)         | 25º              | 25º              | 13º              | 5º               | 13º              | 13º              | 13º              | 25º              | 25º              | 25º               | 25º               | $112.500 | 14.200 |
| 34   | Ryan Callinan (AUS)        | 13º              | 25º              | 25º              | 13º              | 25º              | 25º              | 25º              | 25º              | 13º              | 25º               | 9º                | $107.250 | 11.750 |
| 35   | Alex Ribeiro (BRA)         | 25º              | 25º              | 25º              | 25º              | 25º              | 25º              | 13º              | 5º               | 25º              | 25º               | 13º               | $109.500 | 11.700 |
| 36   | Leonardo Fioravanti (ITA)  | -                | -                | 5º               | 13º              | -                | -                | -                | -                | 13º              | -                 | -                 | $37.500  | 8.700  |
| 37   | Tanner Gudauskas (EUA)     | -                | -                | -                | -                | -                | -                | -                | 3º               | -                | -                 | -                 | $25.000  | 6.500  |
| 38   | Taj Burrow (AUS)           | 13º              | 25º              | 13º              | DNC              | 13º              | DNC              | DNC              | DNC              | DNC              | DNC               | DNC               | $40.500  | 5.750  |
| 38   | Bede Durbidge (AUS)        | INJ              | INJ              | INJ              | INJ              | INJ              | INJ              | INJ              | INJ              | INJ              | INJ               | 13º               | $10.500  | 5.750  |
| 40   | Bruno Santos (BRA)         | -                | -                | -                | -                | -                | -                | 5º               | -                | -                | -                 | -                 | $16.500  | 5.200  |
| 40   | Brett Simpson (EUA)        | -                | -                | -                | -                | -                | -                | -                | 5º               | -                | -                 | -                 | $16.500  | 5.200  |
| 42   | Owen Wright (AUS)          | INJ              | INJ              | INJ              | INJ              | INJ              | INJ              | INJ              | INJ              | INJ              | INJ               | INJ               | $0       | 4.500  |
| 43   | Mason Ho (Havaí)           | -                | 9º               | -                | -                | -                | -                | -                | -                | -                | -                 | -                 | $12.750  | 4.000  |
| 44   | Frederico Morais (PRT)     | -                | -                | -                | -                | -                | -                | -                | -                | -                | 13º               | 25º               | $19.500  | 2.250  |
| 45   | Deivid Silva (BRA)         | -                | -                | -                | 13º              | -                | -                | -                | -                | -                | -                 | -                 | $10.500  | 1.750  |
| 45   | Lucas Silveira (BRA)       | -                | -                | -                | 13º              | -                | -                | -                | -                | -                | -                 | -                 | $10.500  | 1.750  |
| 45   | Marco Fernandez (BRA)      | -                | -                | -                | 13º              | -                | -                | -                | -                | -                | -                 | -                 | $10.500  | 1.750  |
| 45   | Mikey Wright (AUS)         | 13º              | -                | -                | -                | -                | -                | -                | -                | -                | -                 | -                 | $10.500  | 1.750  |
| 49   | Wade Carmichael (AUS)      | 25º              | -                | -                | -                | -                | -                | -                | -                | -                | -                 | -                 | $9.000   | 500    |
| 49   | Timothee Bisso (GLP)       | -                | 25º              | -                | -                | -                | -                | -                | -                | -                | -                 | -                 | $9.000   | 500    |
| 49   | Tim Stevenson (AUS)        | -                | 25º              | -                | -                | -                | -                | -                | -                | -                | -                 | -                 | $9.000   | 500    |
| 49   | Jack Robinson (AUS)        | -                | -                | 25º              | -                | -                | -                | -                | -                | -                | -                 | -                 | $9.000   | 500    |
| 49   | Jacob Willcox (AUS)        | -                | -                | 25º              | -                | -                | -                | -                | -                | -                | -                 | -                 | $9.000   | 500    |
| 49   | Jay Davies (AUS)           | -                | -                | 25º              | -                | -                | -                | -                | -                | -                | -                 | -                 | $9.000   | 500    |
| 49   | Bino Lopes (BRA)           | -                | -                | -                | 25º              | -                | -                | -                | -                | -                | -                 | -                 | $9.000   | 500    |
| 49   | Tevita Gukilau (FJI)       | -                | -                | -                | -                | 25º              | -                | -                | -                | -                | -                 | -                 | $9.000   | 500    |
| 49   | Steven Sawyer (AFS)        | -                | -                | -                | -                | -                | 25º              | -                | -                | -                | -                 | -                 | $9.000   | 500    |
| 49   | Hira Teriinatoofa (PYF)    | -                | -                | -                | -                | -                | -                | 25º              | -                | -                | -                 | -                 | $9.000   | 500    |
| 49   | Joan Duru (FRA)            | -                | -                | -                | -                | -                | -                | -                | -                | 25º              | -                 | -                 | $9.000   | 500    |
| 49   | Miguel Blanco (PRT)        | -                | -                | -                | -                | -                | -                | -                | -                | -                | 25º               | -                 | $9.000   | 500    |
| 49   | Finn McGill (Havaí)        | -                | -                | -                | -                | -                | -                | -                | -                | -                | -                 | 25º               | $9.000   | 500    |
| 49   | Bruce Irons (Havaí)        | -                | -                | -                | -                | -                | -                | -                | -                | -                | -                 | 25º               | $9.000   | 500    |
| 49   | Gavin Beschen (Havaí)      | -                | -                | -                | -                | -                | -                | -                | -                | -                | -                 | 25º               | $9.000   | 500    |

### Classificação feminina[7]
| Posição | 1º | 2º | 3º | 5º |

| Posição | Surfista                    | WCT 1 (Detalhes) | WCT 2 (Detalhes) | WCT 3 (Detalhes) | WCT 4 (Detalhes) | WCT 5 (Detalhes) | WCT 6 (Detalhes) | WCT 7 (Detalhes) | WCT 8 (Detalhes) | WCT 9 (Detalhes) | WCT 10 (Detalhes) | Prêmio   | Pontos |
| ------- | --------------------------- | ---------------- | ---------------- | ---------------- | ---------------- | ---------------- | ---------------- | ---------------- | ---------------- | ---------------- | ----------------- | -------- | ------ |
| 1       | Tyler Wright (AUS)          | 1º               | 5º               | 1º               | 1º               | 13º              | 3º               | 1º               | 2º               | 2º               | 1º                | $400.500 | 72.500 |
| 2       | Courtney Conlogue (EUA)     | 2º               | 1º               | 2º               | 3º               | 5º               | 5º               | 9º               | 1º               | 3º               | 3º                | $271.750 | 60.700 |
| 3       | Carissa Moore (Havaí)       | 3º               | 3º               | 3º               | 3º               | 2º               | 9º               | 5º               | 5º               | 1º               | 2º                | $230.000 | 57.200 |
| 4       | Tatiana Weston-Webb (Havaí) | 5º               | 3º               | 3º               | 5º               | 13º              | 1º               | 9º               | 5º               | 3º               | 5º                | $187.250 | 50.300 |
| 5       | Johanne Defay (FRA)         | 3º               | 5º               | 13º              | 5º               | 1º               | 13º              | 5º               | 3º               | 9º               | 13º               | $173.750 | 43.650 |
| 6       | Stephanie Gilmore (AUS)     | 5º               | 5º               | 5º               | 5º               | 9º               | 5º               | 2º               | INC              | 5º               | 9º                | $130.500 | 42.500 |
| 7       | Malia Manuel (Havaí)        | 5º               | 9º               | 9º               | 5º               | 9º               | 2º               | 5º               | 5º               | 13º              | 5º                | $136.750 | 40.600 |
| 8       | Sally Fitzgibbons (AUS)     | 13º              | 2º               | 5º               | 2º               | 5º               | 9º               | 13º              | 9º               | 9º               | 13º               | $145.000 | 38.050 |
| 9       | Sage Erickson (EUA)         | 5º               | 13º              | 9º               | 9º               | 9º               | 5º               | 3º               | 5º               | 5º               | 13º               | $120.750 | 37.200 |
| 10      | Laura Enever (AUS)          | 13º              | 13º              | 5º               | 9º               | 5º               | 9º               | 5º               | 9º               | 5º               | 13º               | $111.500 | 32.450 |
| 11      | Nikki Van Dijk (AUS)        | 9º               | 9º               | 9º               | 13º              | 5º               | 13º              | 3º               | 13º              | 5º               | 13º               | $112.250 | 30.300 |
| 12      | Bianca Buitendag (AFS)      | 9º               | 9º               | 5º               | 13º              | 3º               | 13º              | 13º              | 13º              | 13º              | 5º                | $110.750 | 28.750 |
| 13      | Coco Ho (Havaí)             | 13º              | 13º              | 13º              | 13º              | 9º               | 9º               | 9º               | 3º               | 9º               | 5º                | $109.500 | 28.400 |
| 14      | Keely Andrew (AUS)          | 9º               | 13º              | 13º              | 9º               | 13º              | 5º               | 9º               | 13º              | 13º              | 3º                | $108.000 | 26.850 |
| 15      | Alessa Quizon (Havaí)       | 13º              | 5º               | 13º              | 13º              | 13º              | 13º              | 13º              | 9º               | 9º               | 9º                | $98.750  | 22.100 |
| 16      | Lakey Peterson (EUA)        | INC              | INC              | INC              | INC              | INC              | 3º               | 13º              | 9º               | 13º              | 9º                | $57.250  | 21.850 |
| 17      | Bronte Macaulay (AUS)       | 9º               | 9º               | 9º               | 9º               | 13º              | -                | -                | -                | 13º              | -                 | $60.000  | 16.700 |
| 18      | Chelsea Tuach (BRB)         | 13º              | 13º              | 13º              | 13º              | 13º              | 13º              | 13º              | 13º              | 13º              | 13º               | $90.000  | 14.000 |
| 19      | Bethany Hamilton (Havaí)    | -                | -                | -                | -                | 3º               | -                | 13º              | -                | -                | -                 | $27.250  | 8.250  |
| 20      | Brisa Hennessy (Havaí)      | -                | 13º              | -                | -                | -                | -                | -                | -                | -                | 9º                | $19.500  | 5.050  |
| 21      | Isabella Nichols (AUS)      | 13º              | -                | -                | -                | -                | -                | -                | -                | -                | -                 | $9.000   | 1.750  |
| 21      | Felicity Palmateer (AUS)    | -                | -                | 13º              | -                | -                | -                | -                | -                | -                | -                 | $9.000   | 1.750  |
| 21      | Silvana Lima (BRA)          | -                | -                | -                | 13º              | -                | -                | -                | -                | -                | -                 | $9.000   | 1.750  |
| 21      | Meah Collins (EUA)          | -                | -                | -                | -                | -                | 13º              | -                | -                | -                | -                 | $9.000   | 1.750  |
| 21      | Teresa Bonvalot (PRT)       | -                | -                | -                | -                | -                | -                | -                | 13º              | -                | -                 | $9.000   | 1.750  |
| 21      | Pauline Ado (FRA)           | -                | -                | -                | -                | -                | -                | -                | 13º              | -                | -                 | $9.000   | 1.750  |

## Resultados do WQS

### Classificação masculina
| Posição | 1º | 2º | 3º-4º | 5º-8º | 9º |

| Posição | Surfista                  | Eventos | Eventos | Eventos | Eventos | Eventos | Pontos |
| Posição | Surfista                  | 1       | 2       | 3       | 4       | 5       | Pontos |
| ------- | ------------------------- | ------- | ------- | ------- | ------- | ------- | ------ |
| 1       | Connor O'Leary (AUS)      | 10.000  | 5.300   | 3.700   | 2.650   | 2.375   | 24.025 |
| 2       | Ethan Ewing (AUS)         | 8.000   | 5.200   | 3.600   | 3.600   | 3.000   | 23.400 |
| 3       | Frederico Morais (PRT)    | 8.000   | 8.000   | 3.000   | 2.650   | 1.260   | 22.910 |
| 4       | Joan Duru (FRA)           | 8.000   | 5.200   | 5.100   | 2.650   | 1.550   | 22.500 |
| 5       | Kanoa Igarashi (EUA)      | 6.500   | 6.000   | 6.000   | 2.200   | 1.100   | 21.800 |
| 6       | Leonardo Fioravanti (ITA) | 4.500   | 4.500   | 4.500   | 3.700   | 3.600   | 20.800 |
| 7       | Jérémy Florès (FRA)       | 8.000   | 6.500   | 2.300   | 2.300   | 1.550   | 20.650 |
| 8       | Jadson André (BRA)        | 5.300   | 5.100   | 4.500   | 3.700   | 1.100   | 19.700 |
| 9       | Ian Gouveia (BRA)         | 6.500   | 6.000   | 3.100   | 2.300   | 1.550   | 19.450 |
| 10      | Jack Freestone (AUS)      | 5.300   | 5.200   | 5.200   | 2.100   | 1.000   | 18.800 |
| 11      | Ezekiel Lau (Havaí)       | 6.500   | 5.100   | 4.500   | 1.550   | 1.100   | 18.750 |
| 12      | Bino Lopes (BRA)          | 6.500   | 5.200   | 3.700   | 1.500   | 1.100   | 18.000 |
| 13      | Jesse Mendes (BRA)        | 10.000  | 3.800   | 1.550   | 1.260   | 1.100   | 17.710 |
| 14      | Tanner Gudauskus (EUA)    | 6.300   | 5.200   | 3.550   | 1.550   | 1.100   | 17.700 |

Legenda:
| WCT 2016 |

Fonte

### Classificação feminina
| Posição | 1ª | 2ª | 3ª-4ª | 5ª-8ª | 9ª |

| Posição | Surfista              | Eventos | Eventos | Eventos | Eventos | Eventos | Pontos |
| Posição | Surfista              | 1       | 2       | 3       | 4       | 5       | Pontos |
| 1º      | Silvana Lima (BRA)    | 6.000   | 3.550   | 3.550   | 3.000   | 2.650   | 18.750 |
| 2º      | Nikki Van Dijk (AUS)  | 6.000   | 3.550   | 2.650   | 2.650   | 1.550   | 16.400 |
| 2º      | Bronte Macaulay (AUS) | 6.000   | 3.550   | 2.650   | 2.650   | 1.550   | 16.400 |
| 2º      | Keely Andrew (AUS)    | 6.000   | 3.550   | 2.650   | 2.650   | 1.550   | 16.400 |
| 5º      | Malia Manuel (Havaí)  | 4.500   | 4.500   | 3.550   | 2.650   | 1.050   | 16.250 |
| 6º      | Coco Ho (Havaí)       | 6.000   | 2.650   | 2.650   | 2.250   | 1.050   | 14.600 |
| 7º      | Sage Erickson (USA)   | 6.000   | 2.650   | 2.650   | 1.550   | 1.550   | 14.400 |
| 8º      | Pauline Ado (FRA)     | 4.500   | 2.650   | 2.250   | 1.680   | 1.550   | 12.630 |
| 9º      | Alessa Quizon (Havaí) | 4.500   | 2.650   | 1.680   | 1.550   | 1.550   | 11.930 |
| 10º     | Laura Enever (AUS)    | 3.550   | 3.550   | 1.550   | 1.550   | 1.050   | 11.250 |

Legenda:
| WCT 2016 |

Fonte

## Formato de disputa das etapas
Depende das condições climáticas corretas para que uma etapa ocorra. Por este motivo, as etapas não tem dias determinados para ocorrer, mas sim janelas de tempo, nas quais as disputas são travadas nos dias de melhores condições.
Rodadas do Circuito WT masculino:
1ª rodada (não eliminatória): 36 surfistas são divididos em 12 baterias, com três atletas em cada. Os vencedores das 12 sessões avançam diretamente para a terceira rodada. Esta disputa não é eliminatória e quem fica em segundo e terceiro lugares vai disputar a primeira repescagem.
2ª rodada (1ª repescagem): reúne 24 competidores que não venceram suas baterias na primeira fase. São 12 sessões, com dois surfistas em cada uma delas. Quem vence vai para a terceira rodada, enquanto os perdedores são eliminados, terminando a disputa na 25ª colocação (a pior).
3ª rodada: reúne 12 baterias com dois surfistas cada. Os vencedores passam para a quarta rodada.
4ª rodada (não eliminatória): reúne 12 surfistas distribuídos em quatro baterias, com três atletas cada. Os vencedores passam diretamente para as quartas de final. Aqueles que ficam em segundo e terceiro lugares vão disputar a segunda repescagem da competição.
5ª rodada (2ª repescagem): disputada em quatro baterias, com dois atletas cada. Os vencedores vão para as quartas de final.
Rodadas do Circuito WT feminino:
1ª rodada (não eliminatória): 18 surfistas são divididas em 6 baterias, com três atletas em cada. As vencedoras das 6 sessões avançam diretamente para a terceira rodada. Esta disputa não é eliminatória e quem fica em segundo e terceiro lugares vai disputar a primeira repescagem.
2ª rodada (1ª repescagem): reúne 12 competidoras que não venceram suas baterias na primeira fase. São 6 sessões, com duas surfistas em cada uma delas. Quem vence vai para a terceira rodada, enquanto os perdedoras são eliminadas, terminando a disputa na 13ª colocação (a pior).
3ª rodada (não eliminatória): reúne 12 surfistas distribuídos em quatro baterias, com três atletas cada. As vencedoras passam diretamente para as quartas de final. Aquelas que ficam em segundo e terceiro lugares vão disputar a segunda repescagem da competição.
4ª rodada (2ª repescagem): disputada em quatro baterias, com duas atletas cada. As vencedoras vão para as quartas de final.
Quartas de final: quatro baterias, com dois surfistas cada. Os vencedores avançam às semifinais.
Semifinais: duas baterias, com dois atletas cada. Os dois vencedores avançam a final.
Final: A etapa é decidida em um confronto direto através de uma bateria.

## Pontuação das baterias
Os novos critérios de julgamento da ASP foram implementados em todos os  eventos da ASP a partir de 2005.
As baterias geralmente duram 30 minutos, mas podem ter esta duração ampliada, caso as condições do mar não estejam boas, possibilitando que os surfistas tenham a chance de pegar mais ondas. Os surfistas podem pegar quantas ondas quiserem na bateria. Mas na soma de pontos, apenas as duas maiores são consideradas na nota final. A pontuação de cada onda vai de 0.0 a 10.0. Com isso, o máximo de pontos que um atleta pode atingir em uma sessão é 20.0.
Para cada onda, o grupo de cinco juízes atribui suas notas segundo os critérios abaixo:
- Comprometimento e grau de dificuldade;
- Inovação e progressão das manobras;
- Combinação de manobras fortes/expressivas;
- Variedade de manobras/repertório;
- Velocidade, força e fluidez.

Certos aspectos do surf pontuam mais, dependendo da localização e das condições ou mudanças das condições durante o dia.
Cada juiz dá sua nota e a melhor e a pior são cortadas. A média entre as três notas restantes é a nota final da onda surfada pelo atleta.
Escala de notas:
- [0.0 – 1.9: Fraca]
- [2.0 – 3.9: Regular]
- [4.0 – 5.9: Média]
- [6.0 – 7.9: Boa]
- [8.0 – 10.0: Excelente]

..

## Sistema de prioridades
Existe um sistema de prioridade nas baterias. A regra da prioridade foi instituída em meados da década de 1980 e tem sido modificada ao longo dos anos com objetivo de melhorar cada vez mais o surf competitivo.
No início da bateria não existe prioridade, apenas depois que algum surfista pegar uma onda, o que ficou no outside tem a prioridade e assim começa esse jogo de trocas de prioridade. Desta forma, se o surfista com prioridade remar na onda e entrar nela, o outro surfista deve sair da onda sem atrapalhá-lo. Caso a prioridade não seja respeitada, o surfista que causou a interferência receberá zero pontos pela onda surfada e será penalizado com a anulação da segunda maior nota dele, computando apenas uma onda na nota final.
Um surfista perderá a prioridade assim que ele pegar uma onda ou se apenas remar para onda  com intenção e não entrar também perderá. No caso em que ambos os surfistas concluírem uma onda até o inside, o primeiro surfista que retornar ao lineup receberá a prioridade. A Prioridade é indicada pela cor do disco de sinalização posicionado no palanque do Evento.
A partir de 2015, nova regra diz que os surfistas poderão ter a prioridade suspensa caso saiam da zona de “take off”, onde são formadas as ondas (entrada da onda, em cima do point e remar meio point abaixo). O atleta que fizer isso, vai receber um aviso do juiz
de prioridade.
.